# Мезеро
Мезеро (итал. Mesero) је насеље у Италији у округу Милано, региону Ломбардија.
Према процени из 2011. у насељу је живело 3792 становника. Насеље се налази на надморској висини од 154 м.

## Становништво
Према резултатима пописа становништва 2011. у општини је живело 3.909 становника.
| 1931. | 1936. | 1951. | 1961. | 1971. | 1981. | 1991. | 2001. | 2011. |
| ----- | ----- | ----- | ----- | ----- | ----- | ----- | ----- | ----- |
| 1.965 | 1.908 | 2.107 | 2.206 | 2.386 | 2.730 | 3.114 | 3.490 | 3.909 |